# 阿尔弗雷德·艾森施泰特
阿尔弗雷德·艾森施泰特（德語：Alfred Eisenstaedt，1898年12月6日—1995年8月23日），是一位美国犹太摄影家和摄影记者。

## 生平
阿尔弗雷德·艾森施泰特出生于一个犹太商人家庭中，1906年全家迁往柏林，他13岁时获得了一台照相机，从此他开始摄影。1916年被征入德军炮兵团，1918年因伤退伍。第一次世界大战后他首先以小贩为生，在业余时间里他研究摄影技术。他发现了局部放大的艺术手法并开始对此做试验。1927年他为《世界画报》报道一次网球赛时拍摄的一张运动员的照片得到了极好的好评，以至于他从此可以作为独立摄影师谋生，同年他开始作为自由工作者为《柏林日报》摄影。他的生涯非常成功，他将他拍摄到的照片加工为图像新闻，而当时新出现的画报正好需要这样的材料。1929年他将摄影记者正式作为他的职务。他同年为作家托马斯·曼被提名为诺贝尔奖而制作的一系列摄影就获得了很高的重视。艾森施泰特也曾为玛莲娜·迪特里茜、萧伯纳、理查德·施特劳斯以及獨裁者贝尼托·墨索里尼和阿道夫·希特勒等名人攝像。
由于德国的排犹情绪日益高涨艾森施泰特于1935年移居美国。很快他就成为美联社的明星记者。许多著名的出版社问他订货，他为《时尚芭莎》、《Vogue》和新成立的《生活》杂志工作。后来他成为《生活》杂志最重要的职员。1942年入美国籍。
艾森施泰特为《生活》提供了许多战争报道，比如意大利与埃塞俄比亚之间的战争，许多这些报道获奖。1950年他被选为“年度摄影师”。1955年他为埃塞俄比亚国王海尔·塞拉西一世登基25周年的报道也获奖。
1960年代里艾森施泰特始终不停地旅行，比如他报道了约翰·肯尼迪的入职及其任期的初期。1960年代末他写了许多关于艺术家的杂文，比如关于演员索菲娅·罗兰和钢琴家弗拉基米尔·霍洛维茨。
他的作品中有2500多份图片报道被发表，其中92张照片被选为《生活》的封面照。直到他的晚年他依然是最有影响的攝影记者之一。

## 作品
艾森施泰特的作品从不局限于一个题目。他既拍摄了幽默的作品（比如瑞士圣莫里茨滑冰的服务员）也有非常即时的作品。他既拍摄了名人，也拍摄了日常生活中默默无闻的人。
艾森施泰特的作品中的人物和事物非常自然，艾森施泰特本人只使用小型相机，他和埃里奇·萨洛蒙被看作是现有光摄影的先驱。他喜欢使用现有的照明、高敏感相片和大孔径，而避免使用闪光灯或者故意设置的景象，这样他可以保存一幅图景的原始性。这个技术使得他可以非常不显眼和非常灵活，这样他可以拍摄上层社会或者政治家不经心的片刻。他的相机像一个机械的眼睛。有些他在《生活》上发表的作品本身就已经获得了世界享誉（比如二战对日胜利纪念日的热吻）。他本人不是一名多棱角的社会批评家，他更加是热心的和乐观的。但有些他的作品也入骨三分，因为他的作品从来不是肤浅的，而总是有其深度。艾森施泰特事实上是将摄影记者升华为艺术的开始者。
艾森施泰特拍摄的最入骨的一个相片系列之一是于1933年在日内瓦國際聯盟会议上拍摄的纳粹宣传部长約瑟夫·戈培爾的照片。一开始戈培爾显得和蔼可亲，但是当他听说给他拍照的摄影师是一名犹太人后他的面色变得非常坏。系列中的最后一张照片被世界其它媒体传播。艾森施泰特本人在他的自传中说他是在很久以后在为他的自传做整理的时候才认识到这张照片的意义的。
艾森施泰特最著名的作品是《勝利之吻》，这张作品是1945年8月15日对日作战胜利时艾森施泰特拍摄的一系列照片之一。它今天被印为海报在世界各处都可见到，它显示了一名欢庆的水手即兴地热吻一名牙醫助理的景象。艾森施泰特本人在他的自传中说他对这张照片并不满意。
阿尔弗雷德·艾森施泰特与罗伯特·卡帕、亨利·卡蒂尔-布雷松和李·米勒等同数世界上出版量最高的摄影记者。

## 代表作品
- 1929年  《托马斯·曼接受诺贝尔文学奖》，用阿曼诺克斯拍摄
- 1930年  《巴黎的妓女》，莱卡拍摄
- 1932年  《萧伯纳》，用阿曼诺克斯拍摄
- 1933年  《米兰歌剧院》，莱卡，35毫米镜头。
- 1934年  《戈林阅兵》，莱卡，35毫米镜头。
- 1935年  《法官》，莱卡，90毫米镜头。
- 1945年  《勝利之吻》
- 1947年  《威尼斯的船夫》，莱卡，35毫米镜头。
- 1951年  《邱吉尔的V》，莱卡，90毫米镜头。
- 1951年  《罗素》，莱卡，135毫米镜头。
- 1963年  《巴黎铁塔》，莱卡M3，21毫米 f/4
- 1967年  《指挥家》，莱卡，35毫米镜头

## 摄影集
- The Eye of Eisenstaedt, by Alfred Eisenstaedt as told to Arthur Goldsmith, A Stuidio Book,Viking Press.
- Witness to Our Time, by Alfred Eisenstaedt,A Studio Book
- Witness to Nature, by Alfred Eisenstaedt,A Studio Book
- People, by Alfred Eisenstaedt